# Хярьяпеа (река)
Хя́рьяпеа (эст. Härjapea jõgi) — бывшая река в Таллине, Эстония.

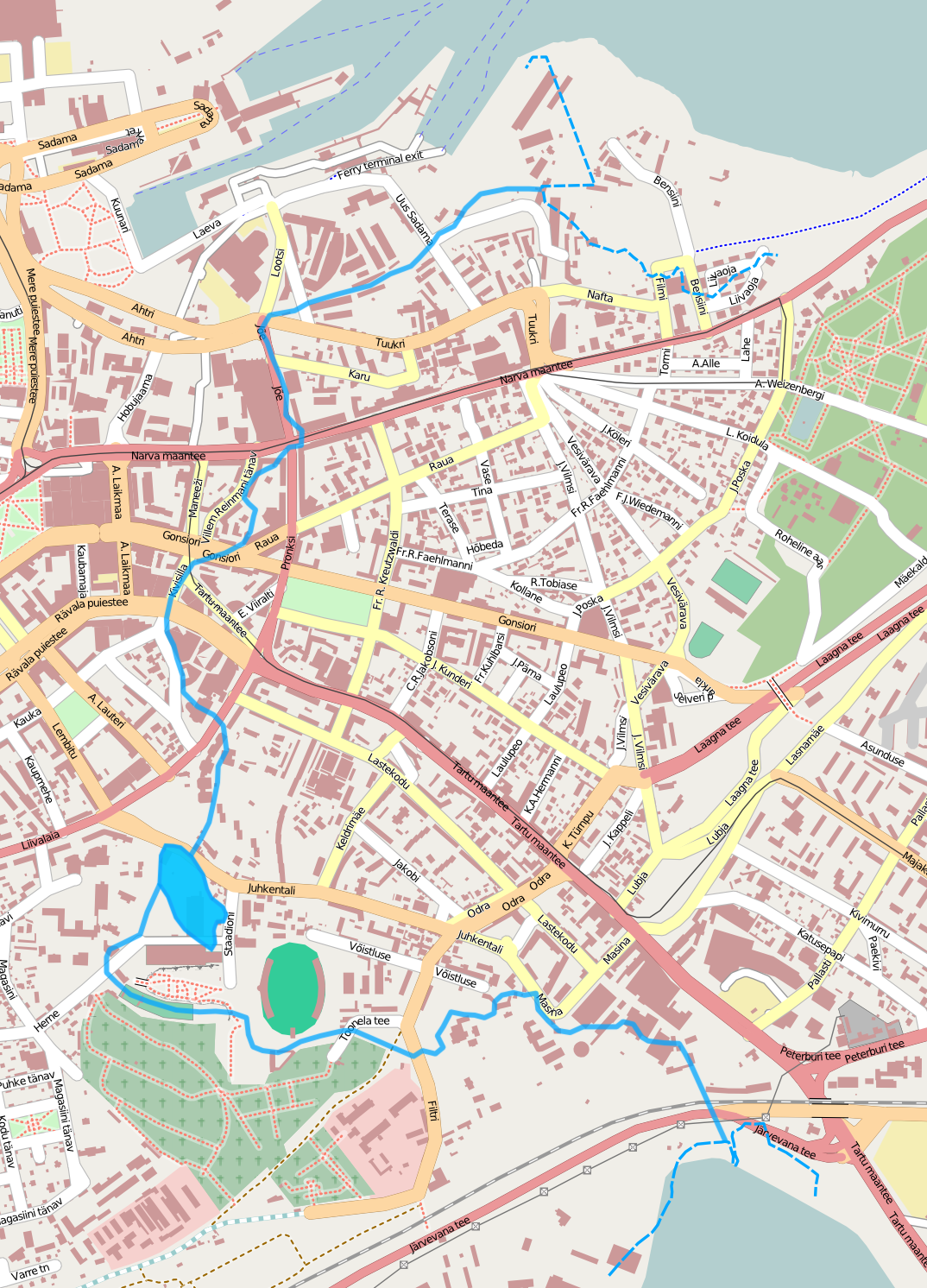
Русло реки Хярьяпеа в конце XIX века на карте современного Таллина

В 1913 году упоминается как Retschka. Являлась важнейшим водотоком и самой многоводной рекой средневекового Таллина. Река истекала из озера Юлемисте, протекала по границе кладбища Сиселинна и поворачивала к улице Юхкентали у апостольских православных ворот кладбища, образуя рядом с ним запруду Тийгивески (в районе нынешнего парка Тийги). Далее река текла вдоль улицы Вески до улицы Леннуки, оттуда по улице Лийвалайа (за универмагом Stockmann) и по улице Кивисилла (мимо нового здания банка «SEB»), далее от начала Тартуского шоссе по диагонали через улицу Гонсиори до пересечения Нарвского шоссе c улицей Пронкси, откуда продолжалась по улице Йыэ. От угла улиц Лоотси и Ахтри река резко поворачивала направо и менее чем в 100 метрах по другую сторону улицы Уус-Садама впадала в Таллинский залив.
В XIII веке на реке были построены первые водяные мельницы. На карте конца XVII века вдоль неё изображено 8 заводов, некоторые из которых позднее стали основой для более крупных предприятий. В связи с ростом промышленности на протяжении XIX веке река становилась всё более загрязненной и была частично перекрыта. В 1923 году поверх неё настелили доски, а в 1938 году на месте реки, которая в то время была около 4,5 км в длину, был сооружён подземный канализационный коллектор.
Сегодня ход русла реки можно опознать в некоторых местах, но больше ничего не напоминает о ней. Канализационный коллектор находится в рабочем состоянии по сей день.